# USS Idaho (BB-42)
O USS Idaho foi um couraçado operado pela Marinha dos Estados Unidos e a terceira e última embarcação da Classe New Mexico, depois do USS New Mexico e USS Mississippi. Sua construção começou em janeiro de 1915 nos estaleiros da New York Shipbuilding Corporation em Camden, Nova Jérsei, e foi lançado ao mar no final de junho de 1917, sendo comissionado na frota norte-americana em março de 1919.  Era armado com uma bateria principal composta por doze canhões de 356 milímetros montados em quatro torres de artilharia triplas, tinha um deslocamento carregado de mais de 33 mil toneladas e alcançava uma velocidade máxima de 21 nós (39 quilômetros por hora).
O Idaho passou suas primeiras décadas de serviço atuando principalmente com Frota do Pacífico, tendo uma carreira relativamente tranquila em que ocupou-se de treinamentos e exercícios de rotina. A embarcação também fez várias visitas diplomáticas a portos da Oceania e América do Sul, chegando a transportar o presidente Epitácio Pessoa do Brasil em 1919 em uma viagem de Nova Iorque de volta para o Rio de Janeiro. O couraçado foi modernizado nos primeiros anos da década de 1930. Com o início da Segunda Guerra Mundial em 1939 o navio voltou para a Frota do Atlântico, realizando patrulhas de neutralidade ao longo do litoral da Costa Leste e escoltando comboios mercantes.
O Idaho foi transferido de volta para a Frota do Pacífico após o Ataque a Pearl Harbor no final de 1941, mas passou o ano seguinte inteiro realizando treinamentos de combate no litoral da Califórnia. Depois disso a embarcação envolveu-se em diversas ações nas campanhas das Ilhas Aleutas, Ilhas Gilbert e Marshall, Ilhas Mariana e Palau, Filipinas e Ilhas Vulcano e Ryūkyū, incluindo nas batalhas de Kwajalein, Peleliu, Iwo Jima e Okinawa. Seus principais deveres foram de bombardeio e suporte de artilharia para tropas lutando em terra. O couraçado voltou para casa pouco depois do fim da guerra em 1945, sendo descomissionado em julho de 1946 e em seguida desmontado entre 1947 e 1948.